# Ferrania Ibis
La Ferrania Ibis è una macchina fotografica prodotta dalla S.A. Apparecchi Fotografici Ferrania a partire dal 1952 fino al 1960.

## Storia
La Ferrania Ibis fu presentata alla Fiera di Milano del 1952 insieme alla fotocamera Astor. L'apparecchio fu pubblicizzato sul numero di gennaio della rivista Ferrania come indirizzata ai giovani o per chi non aveva molta dimestichezza con le macchine fotografiche.

## Descrizione
L'apparecchio è costruito interamente in metallo, alluminio pressofuso per il corpo e lamierino per il dorso e utilizza pellicole in rullo 127, restituendo negativi da 6x4,5 mm. Per poter utilizzare la macchina fotografica bisogna far scorrere in avanti il gruppo dell'ottica con l'otturatore. Sia l'otturatore che la lente (un Ferrania "Primar 75" 1:9) sono integrati. Successivamente fu resa disponibile una variante con l'obbiettivo trattato per le pellicole a colori. Sia la messa a fuco (da 2m a Inf.) che l'esposizione sono fisse. Sulla parte superiore della macchina fotografica è presente una piccola tabella per l'esposizione tarata sulle pellicole vendute da ferrania durante gli anni '50. Era disponibile nei colori nero o grigio perla.

## Versione F
La Ibis F, presentata nel 1956, era pressoché identica al modello base con l'unica differenza di avere il contatto per il sincro-flash, la slitta porta lampeggiatore e la filettatura per il treppiede.
Nel 1958 fu resa disponibile una versione dotata di posa Bulb.